# نادي البصرة
نادي البصرة الرياضي هو أحد أندية الدوري العراقي تأسس عام 1992 . يقع مقره في محافظة البصرة. 